# Bredhurst
Bredhurst är en ort och civil parish i grevskapet Kent i sydöstra England. Orten ligger i distriktet Maidstone, cirka 7,5 kilometer nordost om Maidstone och cirka 6,5 kilometer sydost om Gillingham. Tätorten (built-up area) hade 437 invånare vid folkräkningen år 2021.